# 松田瑞生
松田 瑞生（まつだ みずき、1995年5月31日 - 現姓・松崎）は、日本の女子陸上競技選手。専門種目は中距離走・長距離走・マラソン。ダイハツ工業に所属。第101回日本陸上選手権女子10000m優勝、第37回・第39回・第41回大阪国際女子マラソン各優勝。大阪国際女子マラソンに3回出場し、いずれも優勝した。その鍛え抜かれた腹筋から、「なにわの腹筋女王」と呼ばれている。

## 来歴
大阪市住吉区出身。小学校時代は柔道、中学1年はバスケットボール部に所属し、中学2年から陸上競技を始めた。大阪市立遠里小野小学校・大阪市立大和川中学校・大阪薫英女学院高等学校卒業。

### 陸上経歴
大阪薫英女学院高等学校時代に3年連続で全国高校駅伝に出場した。2011年の1年次には2区4.0975kmを担当し15位で襷を受けたが、4人を抜き区間10位13分21秒を記録した。但し、この時の区間賞は12分55秒で横江里沙（須磨学園2年）であり、同学年の関根花観（仙台育英1年）の記録した13分08秒にも及ばなかった。チームは総合9位だった。2012年の2年次にも2区を担当。1区大森菜月（3年）からトップと4秒差の2位と好位置で襷を受けるとトップに立ち、2位に11秒差をつけて3区に襷を繋ぐ好走で、前年敗れた横江理沙（須磨学園3年）を4秒差で抑えて13分00秒で区間賞を獲得した。チームは総合5位だった。2013年の3年次はエース区間の1区6kmを担当したが、由水沙季（筑紫女学園3年）が19分28秒で2年連続区間賞を獲得しそのトップと8秒差、19分30秒で区間2位小口雪音（長野東2年）と同タイムながらコンマ差で3位の関根花観（仙台育英から移籍し豊川3年・チーム総合優勝）と6秒差の区間9位に終わった。その他1区走者には太田琴菜（須磨学園3年）、小吉川志乃舞（世羅1年）、出水田眞紀（白鵬女子3年）らがいた。チームは総合8位だったが、翌2014年第26回大会でチームは初優勝した。
ダイハツ陸上競技部に所属後、10000mに注力していたが、2018年1月（22歳）の第37回大阪国際女子マラソンで、フルマラソンにデビュー。20km給水所でスペシャルドリンクを取り損ねた安藤友香に自らのドリンクを手渡し、そのスポーツマンシップの素晴らしさが話題となった。25Km付近では大阪薫英女学院高の1年後輩でもあった前田穂南（天満屋）がペースメーカーの前に飛び出したが、26kmから松田もペースメーカーの前に出て追い掛け距離を詰めていき31Km付近で逆転した。結果2時間22分44秒という好タイムで、いきなり初マラソンで初優勝するとともに、マラソングランドチャンピオンシップ（MGC・2020年東京オリンピック女子マラソン日本代表選考レース）への出場権も獲得した。
2018年9月のベルリンマラソンで2度目のフルマラソンに挑戦。松田もレース序盤から5Km毎のラップを16分台後半と積極的に飛ばし、中間点は1時間10分59秒で通過直後に前田に追いつかれるも、その後巻き返して2時間22分23秒と自身のベストタイムを21秒更新と同時にダイハツ記録を更新して、日本女子トップの5位に入った。しかしゴール後の松田は、「最低でも21分台を狙っていたので、まだ実力不足です。日本とは雰囲気が違った。来年のMGCで必ず優勝できるように頑張りたいです」と悔し涙を浮かべた。
松田は大阪国際女子マラソンでのその功績が認められ、2018年に活躍した競技者や競技を通じて社会に貢献した選手に贈られる日本陸連アスレティック・アワード2018で新人賞を獲得した。
2019年9月15日開催のMGC・女子マラソン本番に出場。スタート直後からハイペースで飛ばす一山麻緒（ワコール）らの先頭集団に、松田も序盤の1Km過ぎで早々遅れ始めたが10Km手前で先頭集団へ追いつく。だが、14Km付近で再び集団から脱落し6位に後退するとその後は23Km地点で安藤友香、24Km地点で福士加代子のワコール勢2人を追い越して4位に浮上する。しかし、結果は3位の小原怜（天満屋）にわずか45秒差で届かず4位に終わり、松田の東京五輪内定選出は果たせなかった。
MGCファイナルチャレンジ第2弾となる2020年1月26日の第39回大阪国際女子マラソンへエントリーされ、松田も号砲から5Km毎に16分30秒台と高速ペースで走行する。今回ペースメーカー役を務めた新谷仁美らの先頭集団へ積極果敢についていった。12Km地点で谷本観月（天満屋）、17Km過ぎで小原、20Km付近で福士が次々と後退する中、日本女子は松田1人のみ優勝争いに加わる展開となった。24Km過ぎで松田とミミ・ベレテ（バーレーン）の2人が集団から抜け出してデッドヒートと成ったが、31Km付近で松田がロングスパートを仕掛けベレテを引き離すと、その後は松田の完全独走状態となった。35Km以降でややペースは落ちたものの、結果マラソン自己ベストを36秒更新する、2時間21分47秒の好記録で2年振り2回目の当大会優勝を成し遂げた。さらにMGCファイナルチャレンジ派遣記録の2時間22分22秒を上回った為、松田が暫定的に東京五輪女子マラソン日本代表の3人目の有力候補に名乗りを挙げた。
ところが、2020年3月8日開催の名古屋ウィメンズマラソン2020で優勝した一山が、松田の記録を1分18秒も上回る2時間20分29秒のゴールタイムを出した為、松田も東京五輪女子マラソン日本代表入りへの切符を逃してしまう。なお、昨年9月のMGCで4位に入った事によりMGC3位の小原と共に補欠に選出される。4日後の同年3月12日、福島県の郡山市で開かれたマラソン代表会見において、女子マラソン選出の一山の隣席に座った補欠2番手の松田は、「正直な処、まだ気持ちの整理がついていないので…。再スタートを切れる位に、気持ちを整えてからチャレンジしたいです」と五輪落選の無念の涙を流し、声を詰まらせながら振り絞るようにコメントした。
2022年1月30日、第41回大阪国際女子マラソンにエントリー。23km付近まで2時間20分を切るペースで上杉真穂（スターツ）と先頭集団を形成していたが、25km付近で上杉が後退したことによりその後は独走。終盤は疲れたものの、第40回大会で一山が記録した大会記録である2時間21分11秒を更新する2時間20分52秒の記録で2年振り3回目の当大会優勝を成し遂げた。これにより、MGC（2024年パリオリンピック女子マラソン日本代表選考レース）への出場権を獲得すると同時に、世界選手権オレゴン大会の派遣設定記録（2時間23分18秒）を突破した。MGCには出場せず、MGCファイナルチャレンジである2024年1月の大阪国際女子マラソンでパリ五輪への代表権獲得を目指したが、2時間23分7秒で日本人2番手の3位となり、パリ五輪への出場はならなかった。引退も噂されたが、東京で開催される2025年秋の世界陸上を目標に現役続行を決めた。一方2028年のロサンゼルス五輪を目指す選択肢は「ない」と言い切る。

### 私生活
2022年9月18日に元青山学院大学陸上競技部の松崎純也と結婚した。「40歳までに3人産みたい」と公言している。

## 主な記録（マラソン以外）
| 年     | 大会                       | 種目           | 順位     | 備考          |
| ------ | -------------------------- | -------------- | -------- | ------------- |
| 2012年 | 都道府県対抗女子駅伝       | 7区            | 区間2位  | 大阪府優勝    |
|        | 第24回全国高校駅伝         | 2区            | 区間賞   | 薫英女学院5位 |
| 2013年 | 都道府県対抗女子駅伝       | 7区            | 区間賞   | 大阪府3位     |
| 2014年 | 全日本実業団女子駅伝       | 6区            | 区間4位  | ダイハツ2位   |
| 2015年 | 都道府県対抗女子駅伝       | 9区            | 区間11位 | 大阪府優勝    |
|        | 全日本実業団女子駅伝       | 3区            | 区間11位 | ダイハツ13位  |
| 2016年 | 都道府県対抗女子駅伝       | 9区            | 区間10位 | 大阪府12位    |
|        | 全日本実業団ハーフマラソン | ハーフマラソン | 4位      |               |
|        | 世界ハーフマラソン選手権   | ハーフマラソン | 17位     | 日本チーム3位 |
|        | 第100回日本陸上選手権      | 10000m         | 4位      |               |
|        | 全日本実業団陸上選手権     | 10000m         | 優勝     |               |
|        | 全日本実業団女子駅伝予選会 | 3区            | 区間賞   | ダイハツ10位  |
|        | 全日本実業団女子駅伝       | 3区            | 区間8位  | ダイハツ16位  |
| 2017年 | 都道府県対抗女子駅伝       | 9区            | 区間5位  | 大阪府12位    |
|        | 第101回日本陸上選手権      | 10000m         | 優勝     |               |
|        | アジア陸上選手権           | 10000m         | 銅メダル |               |
|        | 世界陸上競技選手権         | 10000m         | 19位     |               |
|        | 全日本実業団女子駅伝予選会 | 3区            | 区間3位  | ダイハツ3位   |
|        | 全日本実業団女子駅伝       | 3区            | 区間6位  | ダイハツ2位   |
| 2018年 | 第102回日本陸上選手権      | 10000m         | 優勝     |               |
|        | 全日本実業団女子駅伝       | 3区            | 区間7位  | ダイハツ3位   |
| 2019年 | 都道府県対抗女子駅伝       | 4区            | 区間2位  | 大阪府3位     |
|        | 全日本実業団女子駅伝       | 3区            | 区間9位  | ダイハツ2位   |
| 2020年 | 全日本実業団女子駅伝       | 1区            | 区間4位  | ダイハツ9位   |
| 2021年 | 全日本実業団女子駅伝       | 5区            | 区間3位  | ダイハツ5位   |
| 2022年 | 全日本実業団女子駅伝       | 1区            | 区間5位  | ダイハツ5位   |
| 2023年 | 都道府県対抗女子駅伝       | 9区            | 区間賞   | 大阪府優勝    |
|        | 全日本実業団女子駅伝       | 5区            | 区間3位  | ダイハツ5位   |
| 2024年 | 全日本実業団女子駅伝       | 5区            | 区間17位 | ダイハツ11位  |

## マラソン全戦績
| 年月          | 大会                               | 順位 | 記録          | 備考                                                                         |
| ------------- | ---------------------------------- | ---- | ------------- | ---------------------------------------------------------------------------- |
| 2018年1月28日 | 大阪国際女子マラソン               | 優勝 | 2時間22分44秒 | 初マラソン初優勝・MGCシリーズ第3弾・MGC出場権獲得                            |
| 2018年9月16日 | ベルリンマラソン                   | 5位  | 2時間22分23秒 | 日本女子トップ                                                               |
| 2019年9月15日 | マラソングランドチャンピオンシップ | 4位  | 2時間29分51秒 | 2020年東京オリンピック・女子マラソン日本代表選考会                           |
| 2020年1月26日 | 大阪国際女子マラソン               | 優勝 | 2時間21分47秒 | マラソン2回目の優勝・MGCファイナルチャレンジ第2弾                            |
| 2021年3月14日 | 名古屋ウィメンズマラソン           | 優勝 | 2時間21分51秒 | マラソン3回目の優勝                                                          |
| 2022年1月30日 | 大阪国際女子マラソン               | 優勝 | 2時間20分52秒 | マラソン4回目の優勝・大会記録・世界選手権代表候補派遣設定突破・MGC出場権獲得 |
| 2022年7月18日 | 2022年世界陸上競技選手権大会       | 9位  | 2時間23分49秒 | 世界選手権の女子マラソンでは日本人最高記録                                   |
| 2023年3月5日  | 東京マラソン2023                   | 6位  | 2時間21分44秒 |                                                                              |
| 2023年8月26日 | 2023年世界陸上競技選手権大会       | 13位 | 2時間29分15秒 |                                                                              |
| 2024年1月28日 | 大阪国際女子マラソン               | 3位  | 2時間23分07秒 |                                                                              |
| 2024年9月29日 | ベルリンマラソン                   | 6位  | 2時間20分42秒 | 自己最高記録                                                                 |
| 2025年1月26日 | 大阪国際女子マラソン               | 7位  | 2時間27分11秒 |                                                                              |